# Pottenhausen
Pottenhausen ist ein Stadtteil von Lage im Kreis Lippe in Nordrhein-Westfalen und eine ehemalige eigenständige Gemeinde mit 1104 Einwohnern (Stand: 31. Dezember 2020).

## Geographie
Das Kerngebiet des Ortes bildet der Bereich um den ehemaligen Pottenhauser Krug, dessen Gebäude bis heute wechselnde Funktionen erfüllen. Pottenhauser Heide und Auf dem Sande sind weitere Gebiete.

## Geschichte
Die ersten urkundlichen Erwähnungen von Pottenhausen erfolgten als Butdonhuson im 10. Jahrhundert. Die erste sichere urkundliche Erhebung findet sich in der 2. Corveyer Heberolle um 1080, als dieses unter dem Amt Iggenhausen im Verzeichnis als Besitz des Klosters neben anderen Dörfern in der Nachbarschaft aufgeführt wird.
Seit diesem Jahr erlaubte ein landesherrliches Privileg dem Gut Iggenhausen in einem Haus an der Werre „im Siek“ den „Bier- und Branntwein-Schank“. Zu dieser Zeit muss es schon eine Brücke gegeben haben, denn in einem Vertrag aus dem Dreißigjährigen Krieg wird über die Anlage eines Gartens für den „Siekkrug“ und eine Reparatur der Brücke berichtet.
Im Jahre 1760 plante man einen Neubau, durch Plünderungen im Siebenjährigen Krieg und hohe Abgaben wurde dies unmöglich.
1781 wurde der Siekkrug umgebaut und erhielt die landesherrliche Bestätigung über den Verkauf von selbstgebrautem Bier und Branntwein. Der Umbau ermöglichte nun auch größere Feste wie Hochzeiten, Kindtaufen und andere Zusammenkünfte.
Am 1. April 1920 wurde der Ort Iggenhausen eingemeindet.
Pottenhausen wurde am 1. Januar 1970 in die Stadt Lage eingegliedert.
Der Großteil der Fläche von Pottenhausen gehört auch heute noch zum Rittergut Iggenhausen und dem Meierhof zu Iggenhausen (heute landläufig als „Bussehof“ bezeichnet).
Es ist ein vorherrschender Irrtum, dass der Reinholdi-Markt auf Pottenhauser Grund stattfindet. In Wirklichkeit gehört das Grundstück, auf dem die Kirmes stattfindet, zum angrenzenden Dorf Waddenhausen.

## Bildung
Während die Kinder noch in den Pottenhauser Kindergarten gehen, gehen Grundschüler seit den 1970er Jahren teilweise und seit 1980 meist im Nachbardorf Waddenhausen zur Schule.
In Pottenhausen ist seit 1980 die Irmela-Wendt-Schule zur Sprachförderung ansässig.
Der Bereich Fußball der Sportvereine der beiden Dörfer wurde 1995 mangels Nachwuchs zur FSG '95 zusammengelegt.